# Szojuz TM–1
Szojuz TM–1 (Szojuz –7K–SZTM) szovjet/orosz háromszemélyes szállító űrhajó. A modernizált űrhajó első példánya, ember nélkül automatikus üzemmódban kapcsolódott a Mir űrállomásra.

## Küldetés
A Szojuz–program folytatására modernizált űrhajó próbarepülése. A negyedik generációs Szojuz űrhajó, 1986-tól 2003-ig a Mir és a Nemzetközi Űrállomás (ISS) legénységének szállítását biztosította.

## Jellemzői
Az űrhajót tervezte és építését ellenőrizte a GKB (ГКБ) (oroszul: Головное контрукторское бюро). A gyártó vállalat a ZEM (ЗЕМ) (oroszul: Завод экспериментального машиностроения). A vállalatok a nonprofit Enyergija (oroszul:  НПО Энергия) vállalat részei. A rendszer üzemeltetője CNIIMas (ЦНИИМаш) (oroszul: Центральный научно-исследовательский институт машиностроения).
1986. május 21-én a Bajkonuri űrrepülőtér indítóállomásról egy Szojuz–U2 típusú hordozórakétával juttatták Föld körüli, közeli körpályára. Az orbitális egység pályája 92.4 perces, 51,6 fokos hajlásszögű elliptikus pálya perigeuma 387 kilométer, apogeuma 395 kilométer volt. Aktív szolgálati ideje önálló repüléssel 14 nap, a tartósított állapotban az állomáshoz kapcsolva 6 hónap.
Az űrhajó a Szojuz TM (Союз-ТМ ) (oroszul: транспортный модифицированный),  (típus: 11F732 [1Ф732], modell: 7K-SZTM [7К-СТМ]). Indítási tömege 7070 kilogramm, hossza 6,98 méter. Maximális átmérő 2,72, lakható modulok átmérője 2,2, lakható terület hossza 9,50-10 méter. A legénység száma feladatfüggő, maximálisan 3 fő szállítására alkalmas. Az indítási hasznos tömeg 200, 51,6 fokos hajlásszögű pálya esetén 250 kilogrammra növekedett. A visszatérő hasznos tömeg kilogrammra növekedett.
A Mir űrállomás kiszolgálásához korszerűsített változat. Újdonság a Kursz űrrandevúrendszer, amely képes volt teljesen automatikusan csatlakozni. A visszatérőkabin ejtőernyői (140 kilogrammra méretezve, 1000 négyzetméteres felülettel) kisebb helyet foglalnak. A leszállást segítő radar-magasságmérő optimális fékezést segítő lett. A személyzet űrruhái is könnyebbek lettek, csökkent a mentőrakéta tömege. Az új kommunikációs rendszer külön csatornát biztosított a személyzet minden tagjának. Korszerűbb lett az űrhajó elektromos és hidraulikus rendszere is. Az üzemanyagrendszerben használt korszerűbb anyagoknak köszönhetően az űrhajó élettartama 180 napra nőtt. Az űrállomásra szállítható rakomány tömege 200, a visszahozható rakomány tömege 150 kilogrammra növekedett.
Az űrhajó három részből áll:
- vissza modul SZA (СА) (oroszul: спускаемый аппарат),
- lakónegyed BO (БО) (oroszul: бытовой отсек),
- műszeres rész PAO (ПАО) (oroszul: приборно-аггрегатный отсек).

1986. május 30-án, 9 napos programját követően földi parancsra belépett a légkörbe és hagyományos – ejtőernyős leereszkedés – módon visszatért a Földre.